# Butterfly (G-Dragon-dal)
A Butterfly G-Dragon dél-koreai énekes-dalszerző Heartbreaker című szólóalbumának harmadik kislemeze, melyet 2009. október 23-án jelentetett meg a YG Entertainment. A Newsen a dalt romantikusnak írta le, „édesen harmonikus vokállal, ami elnyerheti a szerelmespárok tetszését”. A Sony Music a dal kapcsán plágiummal vádolta meg az énekest, azt állítva, hogy a Butterfly nagyon hasonlít az Oasis She's Electric című dalához. A Sony később visszavonta a vádakat.